# Haremhab (Ramses II.)
Haremhab, auch Horemheb, war ein hoher altägyptischer Beamter unter Ramses II. Er trug den Titel Vermögensverwalter und war auch ein leitender Beamter im Totentempel des Herrschers. Haremhab ist vor allem von Teilen seiner Grabkapelle bekannt.

## Zur Person

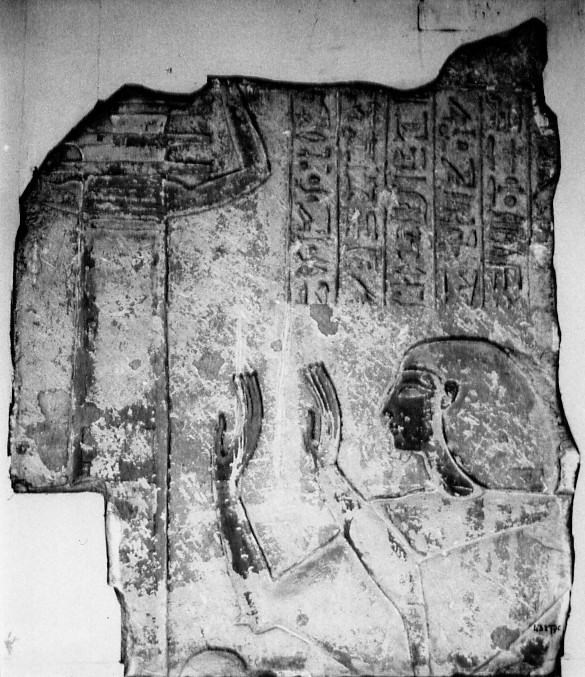
Haremhab vor einem Djedpfeiler

Zur Person des Haremhab gibt es nur wenige Erkenntnisse. Er trug unter anderem die Titel Wedelträger zur Rechten des Königs, Königsschreiber (Sesch-nesu; Sš-nsw) und Vermögensverwalter (Imi-ra-per; Jmj-r3-pr). Ein weiterer Titel ist nur zum Teil erhalten. Die Reste lauten: … im Haus des User-maat-Re-setep-en-Re, im Tempel des Amun. „User-maat-Re-setep-en-Re“ ist der Thronname von Ramses II. Das Haus des User-maat-Re bezieht sich vielleicht auf den Totentempel des Herrschers, dem Ramesseum, an dem Haremhab offensichtlich eine leitende Funktion innehatte. Andere Tempel des Herrschers kommen auch in Frage.

## Sein Grab
Das Grab des Haremhab befand sich in Sakkara konnte aber bisher nicht genauer lokalisiert werden. Am Beginn des 20. Jahrhunderts wurde in Sakkara das Apa Jeremias-Kloster ausgegraben.
Im Kloster verbaut fand man zahlreiche Blöcke von pharaonenzeitlichen Grabanlagen, darunter auch Blöcke vom Grab des Haremhab. Zahlreiche Fragmente lassen sich wieder zu Szenen zusammensetzten. Auf den Relief verzierten Blöcken fanden sich verschiedene Darstellungen von Haremhab vor verschiedenen Gottheiten. Es gab mehrere Szenen, die ihn und seine Frau Ty vor Osiris zeigen, mindestens einmal ist Ptah dargestellt. Einmal steht Haremhab betend vor einem Djed-Pfeiler.